# René Poirot
René Poirot, né le 30 mars 1903 à Plombières-les-Bains (Vosges) et mort le 19 juillet 1990 à Longjumeau (Essonne), est un syndicaliste et homme politique français.

## Biographie
Fils d'un artisan ferronnier d'art, René Poirot entreprend des études d'horlogerie à l'École nationale d'horlogerie de Besançon. Il vient en région parisienne après son service militaire et travaille dans plusieurs usines de la métallurgie de la banlieue de l'ouest parisien. Syndiqué en 1928 à la Confédération générale du travail unitaire (CGTU), animateur de grèves, adhérent à partir de 1934 au Parti communiste, il devient en 1936, lors de la réunification syndicale de la CGT l'un des secrétaires de l'Union syndicale des travailleurs de la métallurgie de la Région parisienne. Dans ce domaine il participe aux négociations de branche qui suivent les Accords de Matignon en juin 1936. Il est aussi un des dirigeants de la Fédération des travailleurs de la métallurgie CGT.
Mobilisé en 1939 dans une usine d'armement, il devient dirigeant syndicaliste clandestin en 1940 à la suite des l'exclusion des communistes de la CGT. Arrêté à plusieurs reprises entre 1940 et 1943, parvenant à s'évader, il est dans la Résistance dirigeant régional des FTP en Normandie, puis en Berry-Nivernais.
Après la Libération, il reprend la direction des métallurgistes parisiens et son rang à la Fédération CGT de la Métallurgie. Des problèmes de santé l'obligent à restreindre ses activités : c'est dans ce cadre qu'il est présenté et élu par l'Assemblée nationale, le 19 décembre 1946, au Conseil de la République. Il siège au sein du groupe communiste, et ne se représente pas lors du renouvellement du Sénat du 7 novembre 1948. Après diverses fonctions au Conseil mondial des partisans de la Paix, puis à la Fédération syndicale mondiale (FSM), il quitte son emploi de permanent et crée une entreprise de menuiserie.
Retiré à Palaiseau, il meurt à l'hôpital de Longjumeau en 1990.